# Семёнов, Павел Владимирович
Павел Владимирович Семёнов (р. 7 декабря 1976, Канаш, Чувашская АССР, РСФСР, СССР) — российский предприниматель; государственный, муниципальный и политический деятель. Кандидат экономических наук. 
Депутат Государственной думы IV (2003—2007) и V созывов (2007—2011); заместитель министра природных ресурсов и экологии РФ (2011—2012), заместитель министра сельского хозяйства РФ (2012—2015), глава администрации (сити-менеджер) города Новочебоксарска (2020—2021).

## Биография

### Происхождение
Родился в 1976 году в городе Канаш Чувашской АССР в семье Владимира Семёнова, работавшего тогда каменщиком Строительно-монтажного управления № 34 «Приволжскгазпромсрой» в Волгоградской области. В дальнейшем Павел Семёнов переехал в город Нефтеюганск, где с 1977 года его отец начал работать слесарем по ремонту автомобилей в филиале № 4 Нефтеюганского производственного автотранспортного объединения.
Среднюю школу окончил в городе Нефтеюганске (ХМАО). В период школьных лет Павла его отец Владимир Семёнов в Нефтеюганске организовал видеосалон, в дальнейшем приобрел два грузовика, стал заниматься перевозками.
В 1998 году Павел получил диплом экономического факультета Тюменского государственного нефтегазового университета по специальности «Маркетинг» и одновременно диплом экономического факультета Негосударственного образовательного учреждения высшего профессионального образования «Тюменский международный институт экономики и права» по специальности «Бакалавр экономики». 
С 1999 по 2001 год значился старшим специалистом коммерческой дирекции ОАО Нефтяная компания «ЮКОС» (Москва) и одновременно аспирантом Санкт-Петербургского государственного горного института им. Плеханова, в результате чего получил диплом кандидата экономических наук с темой диссертации «Оценка факторов устойчивого развития вертикально интегрированной нефтяной компании на примере НК ЮКОС» (научный руководитель — доктор экономических наук, профессор В. Н. Викторов).

### Предпринимательская деятельность
С 2001 по 2002 год числился директором чебоксарского филиала ООО «Торговый дом «ЮКОС-М» (Москва), генеральным директором и фактическим владельцем ООО «Роснефтетранс-2» (Чебоксары), с января по декабрь 2003 года — генеральный директор ЗАО «Волга-Роснефтетранс».
До 2004 года был собственником ООО «Евросиб-Трейдинг» (Нефтеюганск). Некоторое время значился собственником ООО «Агрофирма Родина» (Канашский район).
На ноябрь 2020 года является владельцем чебоксарского ООО «Фирма ДМ» (ранее — ООО «Детский мир»), предоставляющего в аренду площади в здании бывшего чебоксарского торгового комплекса «Детский мир» (проспект Ленина, 26).

### Государственная деятельность
21 июля 2002 года получил мандат депутата Государственного совета Чувашской Республики III созыва по Восточному избирательному округу № 14 города Канаш.
7 декабря 2003 года получил мандат депутата Государственной думы; в числе его помощников значился политтехнолог и юрист Андрей Чибис. Павел Семёнов был основным конкурентом кандидата в депутаты Государственной думы по 33-му одномандатному избирательному округу В. С. Шурчанова.
В 2005 году депутат Государственной думы Павел Семенов пишет в Минюст России и Генеральную прокуратуру, ставя при этом в известность и «Российскую газету», и предлагает проверить ряд фактов, имеющих отношение к Дине Николаевне Садиковой, руководителю Управления регистрационной службы по Чувашской Республике, а в прошлом возглавлявшей Управление Министерства юстиции Российской Федерации по Чувашской Республике и являвшейся министром юстиции Чувашской Республики.
С сентября 2011 года по июнь 2012 года занимал должность заместителя министра природных ресурсов и экологии России — Ю. П. Трутнева. С июня 2012 был назначен на должность заместителя министра сельского хозяйства России — Н. В. Фёдорова. 
С июня 2015 по май 2018 года значился в должности статс-секретаря — заместителя руководителя Федерального агентства по делам национальностей — И. В. Баринова. С 2018 года по сентябрь 2020 года значился советником члена Совета Федерации от Чувашской Республики Н. В. Фёдорова.
2 декабря 2020 года депутаты Новочебоксарского городского собрания депутатов единогласно проголосовали за назначение Павла Семенова главой администрации Новочебоксарска. 29 июня 2021 года подал в отставку.

## Семья и личная жизнь
Женат, воспитывает двоих сыновей.
Отец — Владимир Семенов, уроженец села Кушелга Яльчикского района — депутат Думы Ханты-Мансийского автономного округа – Югры, председатель комитета по законодательству, вопросам государственной власти и местному самоуправлению. Владимира Семенова называют одним из «основных политических акторов Югры, предпочитающих действовать из тени». 
Павел Семенов — кандидат в мастера спорта по боксу и плаванию. Член Бюро Федерации спортивной борьбы России. Член партии «Единая Россия». Член Общественного совета при Управлении Федеральной службы Российской Федерации по контролю за оборотом наркотиков по Чувашской Республике.
Является учредителем Фонда «Центр социальных программ Павла Семенова» (Чебоксары). Известен организацией поездок детей-сирот по историческим местам Москвы
На 2011 год имел: в индивидуальной собственности земельный участок площадью 1400,00 кв.м. в России, жилой дом площадью 419,00 кв.м; также имеется: квартира (общая собственность), площадь 88 кв.м., Россия; квартира (индивидуальная собственность), площадь 146,1 кв.м. (одна из них в Москве), Россия; административное здание (индивидуальная собственность), площадь 148,2 кв.м., Россия, нежилое помещение (индивидуальная собственность), площадь 27 кв.м., Россия, нежилое помещение (индивидуальная собственность), площадь 119,9 кв.м., Россия.
В января 2005 года на западе Москвы у депутата Госдумы Павла Семёнова был угнан автомобиль Mercedes G500. На супругу (2017) зарегистрирован автомобиль Mercedes-Benz ML-класс (ML 350).

## Отзывы
Согласно позиции аналитиков iz.ru (2015): Павел Семенов «свою политическую карьеру он сделал благодаря своему отцу Владимиру Семенову, который как бизнесмен и политик состоялся в ХМАО, где прошел путь от водителя до гендиректора компании «Роснефтетранс» и главы Нефтеюганского района. Его сын начал свою карьеру в 2001 году с должности старшего специалиста нефтяной компании ЮКОС в Москве, а через год возглавил ее филиал в Чувашии, затем стал депутатом госсовета, а через 2 года — Госдумы». 
Согласно позиции аналитиков Регнум (2019): Павел Семенов «находится в тени Николая Федорова. Или под прикрытием, чтобы в нужный момент заявить о себе. Павел Семенов, сын авторитетного в ХМАО бизнесмена и политика Владимира Семенова (в конце 90-х — середине 2000-х гг. руководил «Роснефтетрансом», почётный гражданин Нефтеюганска-2002, депутат думы ХМАО нескольких созывов, имеющий 9-летний опыт работы главы Нефтеюганского района) начинал своё восхождение в 2002 году при поддержке Николая Федорова, ставшего его „крёстным отцом“ в политике».
Политик И. Ю. Моляков: «Этот молодой человек, довольно неуклюжий, несколько «деревянный», неожиданно стал депутатом Государственного Совета Чувашской Республики III созыва в июле 2002 года. Став депутатом, он тут же вступил в профедоровскую фракцию «Чавашъен» и беспрекословно голосовал только так, как было выгодно президенту Федорову. Он ни разу не выступил в ходе сессий. Функция его (как и практически всех членов фракции «Чавашъен») заключалась не в том, чтобы выступать, а в том, чтобы в нужный момент «правильно» поднимать руку. / Потом я узнал, что имя этого молчаливого, производящего какое-то странное впечатление застывшим выражением лица молодого человека прочно связали с таким видом топлива, как керосин. Ездил он всегда в большом черном джипе. Охрана сопровождала его. В Чебоксарах он возглавлял филиал крупной нефтяной компании. / Выяснилось: дело отнюдь не в этом молодом депутате, а в его отце — Владимире Михайловиче Семёнове, которой когда-то уехал из Чувашии на Север, а в период «прихватизации» стал там крупным нефтяным предпринимателем».

## Награды
- Памятная медаль «100-летие образования Чувашской автономной области» (2020)